# Marcos Ciscar
Marcos Ciscar, född den 29 mars 1973 i Stockholm är en svensk kompositör, musikproducent och artist med spanskt påbrå.  
Som tonåring medverkade han i synthduon Berliner Platz och började även sin bana som producent. 
Har gjort musik till TV4:s serie om Jan Guillous romanhjälte Arn Magnusson. Musiken släpptes på skivan Arn de Gothia och resulterade även i stora konserter på Dalhalla. Låten "I ljus och mörker" från nämnda skiva hamnade bland annat på svensktoppen. 
2002 producerade han melodifestivalbidraget "Tidig är tiden", som framfördes av Rolf Carlsson.
Marcos Ciscar ligger bakom invigningsmusiken till 15-årsjubileet av Stockholm Horse Show samt den officiella låten "Vinterdröm" till evenemanget.
Musikalen "I ljus och mörker" av Jon Anderzon är inspirerad av och innehåller flera låtar från skivan Arn de Gothia.  
Marcos Ciscars musik är oftast instrumental och inspirerad av naturen. Som musiker spelar han främst flöjter och whistles, piano och keyboards samt slagverk.  
Sedan några år tillbaka utvecklar han virtuella instrument via Marcos Ciscar Sampled Instruments.

## Diskografi
- Biosphere (1999)
- Ocean Song (2001)
- Arn de Gothia (2004)
- Musikäventyret Arn de Gothia (2006)
- Music for Mindfulness (2011)
- The Great Loss (2011)
- A Tribute to the Sea (2013)
- Wisdom of Mountains (2014)
- Silence is God (2015)
- Galactica (2017)